# Discoteque
A Discoteque (magyarul: Diszkó) a The Roop litván együttes dala, mellyel Litvániát képviselik a 2021-es Eurovíziós Dalfesztiválon Rotterdamban. A dal 2021. február 6-án, a litván nemzeti döntőben, a Pabandom iš naujoban megszerzett győzelemmel érdemelte ki a dalversenyen való indulás jogát.

## Eurovíziós Dalfesztivál
2020. február 15-én vált hivatalossá, hogy a Lietuvos Radijas ir Televizija által megszervezett nemzeti döntő alatt megszerzett győzelemmel a The Roop-ot választották ki a nézők és a szakmai zsűri az ország képviseletére a 2020-as Eurovíziós Dalfesztiválon. Március 18-án az Európai Műsorsugárzók Uniója bejelentette, hogy 2020-ban nem tudják megrendezni a versenyt a COVID–19-koronavírus-világjárvány miatt. A litván műsorsugárzó jóvoltából az együttes automatikusan helyet kapott az ország 2021-es nemzeti válogatójának döntőjében. 2021. február 6-án az együttes alábbi dalát választották ki a nézők és a szakmai zsűri a 2021-es Pabandom iš naujo elnevezésű nemzeti döntőben, amellyel képviselik hazájukat az elkövetkezendő Eurovíziós Dalfesztiválon.
Az Eurovíziós Dalfesztiválon a dalt először a május 18-án rendezett első elődöntőben adják elő, a fellépési sorrendben elsőként, a szlovén Ana Soklič Amen című dala előtt. Az elődöntőből negyedik helyezettként sikeresen továbbjutottak a május 22-i döntőbe, ahol fellépési sorrendben hetedikként léptek fel, a bolgár Victoria Growing Up Is Getting Old című dala után és az ukrán Go A Shum című dala előtt. A szavazás során a zsűri szavazáson összesítésben tizennegyedik helyen végeztek 55 ponttal (Olaszországtól maximális pontot kaptak), míg a nézői szavazáson hetedik helyen végeztek 165 ponttal (az Egyesült Királyságtól, Írországtól, Lettországtól, Németországtól és Norvégiától maximális pontot kaptak), így összesítésben 220 ponttal a verseny nyolcadik helyezettjei lettek. Ezzel az együttes megszerezte az ország második legjobb eredményét, valamint daluk a legtöbb pontot összegyűjtött litván dalnak számít a dalfesztivál történelmében.

## Közreműködők
Közreműködők listája a Tidalon szereplő információk alapján.
- Laisvūnas Černovas – producer, billentyűs hangszerek, maszterelés, hangkeverés, dalszerzés
- Vaidotas Valiukevičius – producer, billentyűs hangszerek, hangkeverés, vokál, dalszerzés
- Robertas Baranauskas – basszusgitár, billentyűs hangszerek, dalszerzés
- Mantas Banišauskas – gitár, dalszerzés
- The Roop – vokál
- Ilkka Wirtanen – dalszerzés
- Kalle Lindroth – dalszerzés

## Slágerlistás helyezések
| Lista (2021)                           | Legjobb helyezés |
| -------------------------------------- | ---------------- |
| Belgium (Ultratip Flanders)            | 4                |
| Egyesült Királyság (UK Download Chart) | 35               |
| Egyesült Királyság (UK Indie Chart)    | 27               |
| Finnország (Singlet Top 20)            | 19               |
| Görögország (IFPI)                     | 42               |
| Hollandia (Single Top 100)             | 49               |
| Írország (IRMA)                        | 75               |
| Izland (Plötutíðindi)                  | 23               |
| Litvánia (AGATA)                       | 1                |
| Svédország (Sverigetopplistan)         | 39               |